# Āstāyesh
Āstāyesh (persiska: آستایش) är en ort i Iran.   Den ligger i provinsen Khorasan, i den nordöstra delen av landet, 700 km öster om huvudstaden Teheran. Āstāyesh ligger 1 668 meter över havet och antalet invånare är 689.
Terrängen runt Āstāyesh är kuperad åt sydväst, men åt nordost är den platt.Runt Āstāyesh är det ganska glesbefolkat, med 25 invånare per kvadratkilometer. Närmaste större samhälle är Chāh Nasar, 18,8 km nordväst om Āstāyesh. Trakten runt Āstāyesh består i huvudsak av gräsmarker.